# Lovro Zovko
Lovro Zovko (* 18. März 1981 in Zagreb, SR Kroatien, SFR Jugoslawien) ist ein ehemaliger kroatischer Tennisspieler.

## Leben und Karriere
Lovro Zovkos Vater Željko ist Handballtrainer und ehemaliger jugoslawischer Handballnationalspieler. Sein Onkel Zdravko wurde 1984 Handball-Olympiasieger.
Zovko war ein vielversprechendes Talent auf der Junior Tour. Bei der Juniorenausgabe der French Open 1999 gewann er mit Irakli Labadse die Doppelkonkurrenz. Darüber hinaus war er zwei weitere Male in einem Grand-Slam-Doppel-Finale und zweimal in einem Einzel-Halbfinale. Das brachte ihn bis auf Rang 9 der Junior-Weltrangliste.
Zovko war als Profi hauptsächlich im Doppel erfolgreich. Mit vier verschiedenen Partnern erreichte er fünf ATP-Finals, konnte jedoch keines gewinnen. Auf Challenger-Ebene verbuchte Zovko insgesamt 30 Doppeltitel. Auf Grand-Slam-Ebene konnte er lediglich einmal zwei Matches gewinnen, als er 2008 bei den US Open das Achtelfinale erreichte. Im Einzel gelang ihm nie der Sprung ins Hauptfeld. Seine beste Platzierung konnte er im Einzel im Januar 2003 mit Rang 151 und im Doppel im Oktober 2008 mit Rang 45 erreichen. 2013 fiel er erstmals aus den Top 200 und spielte in der Folge seltener, bis er 2015 sein letztes Turnier in Banja Luka spielte.
Lovro Zovko spielte in insgesamt 10 Begegnungen für die kroatische Davis-Cup-Mannschaft, für die er eine Bilanz von 6:9 vorweisen kann.

## Erfolge
| Legende (Anzahl der Siege)  |
| Grand Slam                  |
| ATP World Tour Finals       |
| ATP World Tour Masters 1000 |
| ATP World Tour 500          |
| ATP World Tour 250          |
| ATP Challenger Tour (30)    |

### Doppel

#### Turniersiege
| Nr. | Datum              | Turnier              | Belag         | Partner              | Finalgegner                                         | Ergebnis          |
| --- | ------------------ | -------------------- | ------------- | -------------------- | --------------------------------------------------- | ----------------- |
| 1.  | 22. Februar 1999   | Zagreb               | Sand          | Ivan Ljubičić        | Jerôme Hanquez Régis Lavergne                       | 6:3, 6:0          |
| 2.  | 12. August 2000    | Toljatti             | Hartplatz     | Dušan Vemić          | Ionuț Moldovan Juri Schtschukin                     | 6:4, 6:4          |
| 3.  | 8. September 2001  | Brașov               | Sand          | Amir Hadad           | Ben Ellwood Kalle Flygt                             | 6:1, 4:6, 6:4     |
| 4.  | 9. Februar 2002    | Belgrad              | Teppich (i)   | Dušan Vemić          | Jaroslav Levinský Tomáš Zíb                         | kampflos          |
| 5.  | 21. September 2002 | Istanbul             | Hartplatz     | Aleksandar Kitinov   | Noam Behr Tomáš Zíb                                 | 4:6, 6:4, 6:25    |
| 6.  | 9. November 2002   | Eckental             | Teppich (i)   | Yves Allegro         | Philipp Petzschner Simon Stadler                    | 4:6, 7:60, 6:4    |
| 7.  | 16. November 2002  | Helsinki             | Hartplatz (i) | Mario Ančić          | Aleksandar Kitinov Jim Thomas                       | 7:66, 4:6, 6:3    |
| 8.  | 22. Februar 2003   | Andrézieux-Bouthéon  | Hartplatz (i) | David Škoch          | Stephen Huss Jeff Tarango                           | 7:64, 0:6, 6:3    |
| 9.  | 12. Juni 2004      | Weiden               | Sand          | Janko Tipsarević     | Mariano Delfino Patricio Rudi                       | 6:4, 7:66         |
| 10. | 2. Oktober 2004    | Grenoble             | Hartplatz (i) | Uros Vico            | Michael Berrer Răzvan Sabău                         | 6:2, 6:4          |
| 11. | 28. Mai 2005       | Ljubljana            | Sand          | Paul Baccanello      | Andrew Derer Joseph Sirianni                        | 6:3, 6:3          |
| 12. | 30. Juli 2005      | Recanati (1)         | Hartplatz     | Uros Vico            | Farrux Doʻstov Jewgeni Koroljow                     | 7:62, 4:3 aufgg.  |
| 13. | 13. August 2005    | Pamplona             | Hartplatz     | Aisam-ul-Haq Qureshi | James Auckland Daniel Kiernan                       | 2:6, 6:3, 6:4     |
| 14. | 22. April 2006     | Chiasso              | Sand          | Leonardo Azzaro      | Amir Hadad Roko Karanušić                           | 6:2, 7:5          |
| 15. | 19. August 2006    | Cordenons            | Sand          | Francesco Aldi       | Marco Crugnola Marco Pedrini                        | 6:4, 6:3          |
| 16. | 7. Oktober 2006    | Mons (1)             | Hartplatz (i) | Jean-Claude Scherrer | Jordan Kerr David Škoch                             | 6:2, 6:4          |
| 17. | 8. September 2007  | Alphen aan den Rijn  | Sand          | Leonardo Azzaro      | Jérémy Chardy Predrag Rusevski                      | 6:3, 6:3          |
| 18. | 17. November 2007  | Dnipro               | Teppich       | Christopher Kas      | Rohan Bopanna Chris Haggard                         | 7:65, 6:2         |
| 19. | 14. September 2008 | Orléans              | Hartplatz (i) | Serhij Stachowskyj   | Jean-Claude Scherrer Igor Zelenay                   | 7:67, 6:4         |
| 20. | 5. Oktober 2008    | Mons (2)             | Hartplatz (i) | Michal Mertiňák      | Yves Allegro Horia Tecău                            | 7:5, 6:3          |
| 21. | 17. Oktober 2009   | Rennes               | Teppich (i)   | Eric Butorac         | Kevin Anderson Dominik Hrbatý                       | 6:4, 3:6, [10:6]  |
| 22. | 17. April 2010     | Johannesburg         | Hartplatz     | Nicolas Mahut        | Raven Klaasen Izak van der Merwe                    | 6:2, 6:2          |
| 23. | 29. Mai 2010       | Alessandria          | Sand          | Ivan Dodig           | Marco Crugnola Daniel Muñoz de la Nava              | 6:4, 6:4          |
| 24. | 24. Juli 2010      | Recanati (2)         | Hartplatz     | Jamie Delgado        | Charles-Antoine Brézac Vincent Stouff               | 7:66, 6:1         |
| 25. | 7. August 2010     | San Marino           | Sand          | Daniele Bracciali    | Yves Allegro Jamie Cerretani                        | 2:6, 6:2, [10:5]  |
| 26. | 11. September 2010 | Rijeka               | Sand          | Adil Shamasdin       | Carlos Berlocq Rubén Ramírez Hidalgo                | 1:6, 7:69, [10:5] |
| 27. | 27. August 2011    | Manerbio             | Sand          | Dustin Brown         | Alessio di Mauro Alessandro Motti                   | 7:64, 7:5         |
| 28. | 12. November 2011  | St. Ulrich in Gröden | Teppich       | Dustin Brown         | Philipp Petzschner Alexander Waske                  | 6:4, 7:64         |
| 29. | 11. August 2012    | Sibiu                | Sand          | Marin Draganja       | Alexandru-Daniel Carpen Cristóbal Saavedra Corvalán | 6:4, 4:6, [11:9]  |
| 30. | 15. September 2012 | Banja Luka           | Sand          | Marin Draganja       | Colin Ebelthite Jaroslav Pospíšil                   | 6:1, 6:1          |

#### Finalteilnahmen
| Nr. | Datum            | Turnier | Belag     | Partner       | Finalgegner                           | Ergebnis         |
| --- | ---------------- | ------- | --------- | ------------- | ------------------------------------- | ---------------- |
| 1.  | 17. Juli 2000    | Umag    | Sand      | Ivan Ljubičić | Albert Portas Álex López Morón        | 1:6, 6:72        |
| 2.  | 16. Juli 2001    | Umag    | Sand      | Ivan Ljubičić | Sergio Roitman Andrés Schneiter       | 2:6, 5:7         |
| 3.  | 8. Oktober 2007  | Moskau  | Hartplatz | Tomáš Cibulec | Marat Safin Dmitri Tursunow           | 4:6, 2:6         |
| 4.  | 22. Oktober 2007 | Lyon    | Hartplatz | Łukasz Kubot  | Sébastien Grosjean Jo-Wilfried Tsonga | 4:6, 3:6         |
| 5.  | 30. Juli 2011    | Umag    | Sand      | Marin Čilić   | Simone Bolelli Fabio Fognini          | 3:6, 7:5, [7:10] |